# Heinrich Besseler
Heinrich Besseler (ur. 2 kwietnia 1900 w Dortmund-Hörde, zm. 25 lipca 1969 w Lipsku) – niemiecki muzykolog.

## Życiorys
Studiował u Wilibalda Gurlitta na Uniwersytecie we Fryburgu Bryzgowijskim, w 1923 roku uzyskał tytuł doktora na podstawie dysertacji Beiträge zur Stilgeschichte der deutschen Suite im 17. Jahrhundert. W 1925 roku habilitował się na podstawie pracy Die Motettenkomposition von Petrus de Cruce bis Philipp von Vitry (ca. 1250–1350). Uzupełniające studia odbył na Uniwersytecie Wiedeńskim u Guido Adlera oraz na Uniwersytecie w Getyndze u Friedricha Ludwiga. Był wykładowcą Uniwersytetu w Heidelbergu (1928–1948), Uniwersytetu w Jenie (1948–1956) i Uniwersytetu w Lipsku (1956–1965). Był członkiem Sächsische Akademie der Wissenschaften. W 1967 roku otrzymał doktorat honoris causa Uniwersytetu Chicagowskiego.

## Działalność naukowa
Był cenionym autorytetem w dziedzinie muzyki średniowiecznej i renesansowej. Jego praca Die Musik des Mittelalters und der Renaissance (Poczdam 1931) należy do podstawowej bibliografii tematu. Ponadto opublikował takie prace jak Johann Sebastian Bach (Stuttgart 1935, 2. wydanie 1955), Zum Problem der Tenorgeige (Heidelberg 1949), Bourdon und Fauxbourdon: Studien zum Ursprung der niederländischen Musik (Lipsk 1950), Fünf echte Bildnisse Johann Sebastian Bachs (Kassel 1956). Przygotował liczne edycje źródłowe, m.in. dzieł Dufaya i Ockeghema.